# Friedrich Wilhelm von Wylich und Lottum
Friedrich Wilhelm comte von Wylich und Lottum (né le 18 mars 1716 à Berlin et mort le 17 décembre 1774 dans la même ville) est un officier prussien, général de division et commandant de Berlin.

## Biographie

### Origine
Friedrich Wilhelm von Wylich und Lottum (de) est le fils du général de division prussien Johann Christoph von Wylich und Lottum (de) (1681-1727) et de son épouse Hermine Alexandrine Friederike Wilhelmine, née baronne von Wittenhorst-Sonsfeld (de) (morte le 17 avril 1747). Sa mère est intendante en chef de Wilhelmine de Bayreuth.

### Carrière militaire
À l'âge de 16 ans, il rejoint le régiment à pied "Kröcher (de)" de l'armée prussienne et participe à la première guerre de Silésie. En 1747, il fonde sa propre compagnie et en 1753 il reçoit un prébende de Magdebourg. En 1756, il combat à Lobositz. En 1757, il est promu major et en 1758 lieutenant-colonel et colonel. Le 21 juillet 1762, il se distingue lors de la bataille de Burkersdorf, où il prend d'assaut le Leutmannsdorfer Bergschanzen avec son régiment. Pour cela, il est promu major général en 1762.
Le 7 avril 1763, il succède au tsar Pierre III comme chef du 13e régiment d'infanterie. En 1764, il devient commandant de Berlin, où il reste jusqu'à sa mort. En 1765, il est également maire de Spandau. La même année, il est accepté dans l'Ordre de Saint-Jean à Sonnenburg en tant que chevalier légal.  En 1766, il reçoit du roi le fief de Gotteswykersham à Clèves.

### Famille
Wylich und Lottum est marié le 18 avril 1763 avec Anna Dorothea, née Scherff (née le 7 janvier 1744 et morte le 14 février 1796). Le couple a les enfants suivants :
- Karl Friedrich Heinrich (de) (1767-1841), général d'infanterie prussien marié avec Sophie Luise Friederike von Lamprecht (née le 3 novembre 1772 et morte le 6 février 1841)
- Friedrich Christoph Karl (né le 5 mars 1773 - 30 janvier 1801) marié avec Wilhelmine Henriette Caroline Luise von Beyer (née le 12 juin 1774 - 30 mai 1857), fille du conseiller du domaine Johann August von Beyer (de)

Le deuxième mariage de la veuve est avec le conseiller consistorial en chef et judiciaire secret royal de Prusse von Lamprecht